# Timothy Raison
Sir Timothy Hugh Francis Raison PC (* 3. November 1929; † 3. November 2011) war ein britischer Journalist und Politiker der Conservative Party, der langjähriges Mitglied des House of Commons für den Wahlkreis Aylesbury war. Darüber hinaus war er Autor zahlreicher Fachbücher, die sich mit unterschiedlichen politischen Themen wie Abrüstung, Bildungssystem und Konservativismus beschäftigten.

## Leben

### Herkunft und journalistische Tätigkeit
Raison war der Sohn des Verlegers und Herausgebers Maxwell Raison und erhielt nach dem Besuch der Dragon School ein Stipendium für das Eton College, an dem er Herausgeber des Eton Chronicle war. Im Anschluss studierte er Geschichte am Christ Church College der University of Oxford und wurde nach Beendigung des Studiums Mitarbeiter im Verlag seines Vaters. Er arbeitete zuerst für die fotojournalistische Zeitschrift Picture Post, deren Geschäftsführer sein Vater war, und für die seinem Vater gehörende Fachzeitschrift New Scientist. Für seine journalistische Arbeit und sein gesellschaftspolitisches Engagement wurde er 1960 mit dem Nansen-Flüchtlingspreis ausgezeichnet.
Nachdem sein Vater 1962 die Zeitschrift New Society gegründet hatte, wurde er deren erster Herausgeber und bekleidete dieses Amt bis 1968. Als das Magazin dann von der Verlagsgruppe IPC Media gekauft wurde, wurde er Manager bei dem Unternehmen. Raison, der 1964 das Buch Why Conservative? verfasste und Herausgeber des von der Mitte-rechts-Denkfabrik Bow Group veröffentlichte Magazin Crossbow war, war in dieser Zeit auch Mitglied zahlreicher wichtiger Institution wie dem Entwicklungsrat für Jugendhilfe, dem Zentralen Beratungsgremium für Bildung, dem Beratungskomitee zur Drogenabhängigkeit und dem Beratungskomitee des Innenministeriums zum Strafvollzugssystem.

### Unterhausabgeordneter, Juniorminister und Spannungen mit Margaret Thatcher
1967 begann er zudem seine politische Laufbahn in der Kommunalpolitik, als er als Kandidat der Conservative Party zum Mitglied des Rates des London Borough of Richmond upon Thames gewählt und zum Mitglied der Bildungsbehörde von London kooptiert wurde.
Bei den Unterhauswahlen vom 18. Juni 1970 wurde Raison erstmals zum Mitglied in das House of Commons gewählt und vertrat in diesem bis 1992 den Wahlkreis Aylesbury in Buckinghamshire. Bereits zu dieser Zeit war er eine bekannte Persönlichkeit im libertarianischem Flügel der Tories. 1972 wurde er in der Regierung von Premierminister Edward Heath Parlamentarischer Privatsekretär des ersten Nordirlandministers William Whitelaw sowie 1973 von 1974 Parlamentarischer Unterstaatssekretär in dem von Margaret Thatcher geleiteten Bildungsministerium. Diese beschrieb ihn damals despektierlich als jemanden, „der wenig politisches Gewicht trägt“ (‚who did not carry great political weight‘) und zählte ihren „Juniorminister“ zum linken Parteiflügel der Konservativen.
Obwohl er bei der Wahl zur Nachfolge von Heath als Parteivorsitzenden 1975 naturgemäß Whitelaw gegen Thatcher unterstützte, berief ihn diese nach ihrer Wahl zur Vorsitzenden der Conservative Party in ihr erstes Schattenkabinett als Verantwortlichen für Umwelt. Obwohl Thatcher in nunmehr als „zäh, kenntnisreich und nachdenklich“ (‚tough-minded, knowledgeable and thoughtful‘) ansah, wurde er bereits 1976 durch Michael Heseltine ersetzt.
Trotz der Animositäten zwischen Thatcher und ihm gab diese ihm eine weitere Chance, nachdem die Konservativen die Unterhauswahlen vom 3. Mai 1979 gewonnen hatten und Thatcher Premierministerin wurde. Nach der Kabinettsbildung ernannte sie Raison zum Staatsminister im Innenministerium, das von Whitelaw geleitet wurde. In diesem Amt erwarb er sich große Verdienste und Anerkennung der Ministeriumsmitarbeiter für den Umgang mit dem schwierigen Thema der Einwanderung. Während seiner Amtszeit wurde der spätere Premierminister John Major 1981 sein Parlamentarischer Privatsekretär.
Gleichwohl betrachtete Thatcher ihn auch dort als entbehrlich und ernannte ihn 1983 zum Staatsminister für Überseeische Entwicklung im Foreign and Commonwealth Office sowie zum Privy Councilor. 1986 entließ ihn Premierministerin Thatcher schließlich auch aus diesem Juniorministeramt. 1991 wurde er Vorsitzender der Organisation für Werbestandards (Advertising Standards Authority) und behielt dieses Amt auch nachdem er 1992 auf eine erneute Kandidatur für das Unterhaus verzichtete bis 1994. 1991 wurde er als Knight Bachelor in den persönlichen Adelsstand erhoben und führte fortan den Namenszusatz „Sir“.

## Veröffentlichungen
- The missile years: thoughts on the evolution of British defence policy, 1959
- Strategy for disarmament, 1962
- Why conservative?, 1964
- Conflict and conservatism, 1965
- Youth in „New society“, 1966
- The founding fathers of social science, 1969
- Prospects for employment, 1972
- The act and the partnership, 1976
- Inner cities, 1977
- Power and Parliament, 1979
- The voluntary sector, 1980
- Africa, 1984
- Tories and the welfare state, 1990
- The stranger within thy gates, 1994
- Report of the Committee on Local Monitoring of Prison Establishments, 1995